# Pansarbandvagn 302
Il Pansarbandvagn 302 o Pbv 302 è un'APC cingolato svedese, costruito dalla Hagglunds, usato dall'esercito svedese dagli anni sessanta fino al 2014.

## Storia
Nel dopoguerra, il primo veicolo APC dell'esercito svedese era il Pvb-301, basato sullo scafo del carro leggero Strv m/41, ridotto allo scafo base e ricostruito letteralmente come APC. Il lavoro venne svolto tra il 1962 e il 1963, ma era chiaro anche all'esercito svedese che il mezzo, sia pur armato di una mitragliera da 20 mm e con 8 fanti di capacità, non era altro che un ripiego temporaneo, e pertanto venne richiesto un nuovo mezzo da combattimento per la fanteria, i cui studi iniziarono pressappoco quando partì la ricostruzione dei vecchi carri leggeri al nuovo standard da trasporto truppa.
Il prototipo era già pronto nel 1963, e la produzione iniziò 3 anni dopo, per terminare nel 1971.
Nel 2014 sono stati ritirati dal servizio dall'esercito svedese.
Il 29 maggio 2024 la Svezia ha annunciato il loro sedicesimo pacchetto di aiuti all'Ucraina nel contesto dell'Invasione Russa del 2022. Questo pacchetto prevede di donare tutti i cingolati all'Ucraina.

## Tecnica
Le sue differenze principali con l'M113, di cui condivide largamente l'impostazione, sono lo scafo in acciaio, più economico anche se pesante, e la torretta monoposto totalmente chiusa, dotata di un cannone da 20 mm che, sebbene sia un'arma a velocità medio-alta, è pur sempre superiore (come anche la blindatura del mezzo) all'M2 HB da 12,7 mm del veicolo americano. Naturalmente esso è particolarmente adatto a muoversi nella neve, tanto che ha uno scafo inferiore sensibilmente 'a spazzaneve' con una struttura vagamente a rostro.
Nel dettaglio, il pilota siede al centro del veicolo, con il mitragliere alle sue spalle a sinistra e il capocarro dietro a destra. Quindi si tratta di una disposizione diversa dall'M113, che ha il pilota, il capocarro dietro, e al fianco dei 2 il motore.
Il motore è in posizione centrale e infine posteriormente si trova il vano trasporto truppe per 8 fanti, che escono da 2 portelli posteriori. Non hanno feritoie di tiro laterali, solo portelli posteriori e superiori al vano di trasporto.
Il compatto e alto mezzo svedese (l'aspetto è un po' a 'ferro da stiro'), ha una torretta monoposto armata con un cannone automatkanon m/47D, denominazione locale del diffuso Hispano-Suiza HS.404 recuperato dai caccia Saab 29 Tunnan demoliti, con nastri da 135 colpi HE o 10 colpi AP (perforanti), azionamento manuale e alzo fino a circa 60°. L'armamento secondario è costituito da una mitragliatrice coassiale Ksp 58 da 7,62 mm con 1000 colpi a bordo. La torretta è dotata di una cupola di osservazione per il cannoniere, che dispone anche di un reticolo di puntamento per il tiro antiaereo. Essa è presente anche sugli M113 svizzeri e EE-11 Uthuru del Gabon.
La mobilità è affidata al motore diesel, con un'autonomia limitata, 5 grandi ruote per lato, senza rulli di rinvio, cingoli gommati e assai larghi per muoversi nel fango e nell'acqua. Il veicolo, nonostante il peso, è anfibio senza preparazioni particolarmente elaborate.

## Sviluppo
Alla nascita del Pbv 302 Mk 2, un prototipo realizzato per iniziativa privata, era dotato di cupola per capocarro e lanciarazzi illuminanti Lyran.
Altre versioni o allestimenti possibili del mezzo sono: ambulanza, posto comando per artiglieria, veicolo per la direzione del tiro d'artiglieria e veicolo posto di osservazione.
Altre modifiche proposte sono state la sostituzione della mitragliera da 25 mm e le fiancate rese oblique per migliorare la protezione, ma questa linea ha portato in seguito ad un successivo sviluppo, il CV-90.

## Versioni e varianti
- Pansarbandvagn 302A: versione standard originale trasporto truppe/IFV.
- Pansarbandvagn 302B: versione migliorata con spall liner e corazzatura addizionale.
- Pansarbandvagn 302C: evoluzione del Pbv 302B, con sospensioni rinforzate, nuove fanalerie, lancia flare, nuovo turbo e aria condizionata. Utilizzata principalmente per le missioni ONU e KFOR.

Di ogni versione vennero realizzate alcune varianti, distinguibili dalla lettera finale (per esempio Bpbv 3022C):
- Stridsledningspansarbandvagn (Stripbv) 3021: versione posto comando C3I per livello battaglione e brigata.
- Eldledningspansarbandvagn (Epbv) 3022: versione posto d'osservazione avanzato d'artiglieria.
- Batteriplatspansarbandvagn (Bplpbv) 3023: versione posto comando per le batterie semoventi su Bandkanon 1
- Radiolänkpansarbandvagn (Rlpbv) 3024: versione posto radio.
- Pjäsrekognoseringspansarbandvagn (Pjrekpbv) 3025: variante da ricognizione per artiglieria.
- Sjuktransportpansarbandvagn (Sjuktppbv) 3026: versione ambulanza.
- Bärgningsbandvagn (Bgbv) 82: variante veicolo da recupero.
- Bandvagn (Brobv) 941: variante veicolo gettaponte